# Фемист
Фемист (умер в 214 году до н. э., Сиракузы) — сиракузский политический деятель, муж Гармонии, сестры последнего царя Сиракуз Гиеронима.
После убийства Гиеронима в 214 году до н. э. Фемист был вовлечён Адранодором, женатым на тётке его жены, в заговор, целью которого был захват власти в Сиракузах. Однако Фемист обо всём рассказал актёру Аристону, пользовавшемуся его доверием, а тот сообщил властям. В результате и Фемист, и Андранодор были убиты, когда входили в здание совета.